# Saint-Quay-Perros
Saint-Quay-Perros (bretonisch Sant-Ke-Perroz) ist eine französische Gemeinde mit 1289 Einwohnern (Stand 1. Januar 2022) im Département Côtes-d’Armor in der Region Bretagne. Sie gehört zum Arrondissement Lannion und zum Kanton Perros-Guirec.

## Geographie
Die Gemeinde liegt an der Atlantikküste, die in diesem Abschnitt Côte de Granit Rose genannt wird, rund sieben Kilometer nördlich von Lannion. Das Gemeindegebiet hat jedoch keinen Anteil an der Küstenlinie, an die es nur mit einem Abstand von etwa 100 Meter heranreicht. Der Ort selbst liegt im nördlichen Gemeindegebiet und geht als gemeinsames Ballungszentrum in die benachbarte Gemeinde Perros-Guirec über.
Nachbargemeinden von Saint-Quay-Perros sind:
- Louannec im Osten,
- Lannion im Süden,
- Pleumeur-Bodou im Südwesten sowie
- Perros-Guirec im Westen und Norden.

### Verkehrsanbindung
Die Gemeinde liegt an der Départementsstraße D788, die im Abschnitt von Lannion bis an die Gemeindegrenze von Perros-Guirec sehr gut ausgebaut wurde und besonders in der Ferienzeit von einer Vielzahl von Touristen genutzt wird. Der Flugplatz Aeroport de Lannion-Servel befindet sich in nur fünf Kilometern Entfernung.

## Bevölkerungsentwicklung
| Jahr      | 1968 | 1975 | 1982 | 1990 | 1999 | 2009 | 2016 |
| Einwohner | 569  | 892  | 1066 | 1375 | 1392 | 1469 | 1309 |

## Sehenswürdigkeiten
- Église, cimetière et presbytère, Umfriedeter Pfarrbezirk Saint-Quay, Monument historique[1]
- Allée couverte de Crec’h Quillé, Megalithanlage